# Nipponotantulus heteroxenus
Nipponotantulus heteroxenus är en kräftdjursart som beskrevs av Huys, Ohtsuka och Geoffrey Allen Boxshall 1994. Nipponotantulus heteroxenus ingår i släktet Nipponotantulus och familjen Basipodellidae. Inga underarter finns listade i Catalogue of Life.